# Tanera More
Tanera More är en ö i Storbritannien.   Den ligger i kommunen Highland och riksdelen Skottland, i den norra delen av landet, 800 km nordväst om huvudstaden London. Arean är 3,9 kvadratkilometer.
Terrängen på Tanera More är platt. Öns högsta punkt är 116 meter över havet. Den sträcker sig 2,9 kilometer i nord-sydlig riktning, och 2,4 kilometer i öst-västlig riktning.